# Abbaye de Puypéroux
L'abbaye de Puypéroux est une abbaye située à Aignes-et-Puypéroux en Charente.

## Histoire

### Fondation
L'abbaye de Puypéroux aurait été fondée, si l'on en croit la tradition, au VIe siècle par saint Gilles. Le premier document qui la mentionne date de 1170. Elle est liée à la collégiale de Blanzac.

### Évolution du statut
Elle est un modeste établissement, ne réunissant que quelques religieux. Transformée en simple prieuré au XVe siècle, elle devient paroissiale dès avant la Révolution. Elle tombe progressivement à l'abandon.
En 1837, l'abbé Jean-Hippolyte Michon, auteur de la Statistique monumentale de la Charente, fonde la congrégation féminine Notre-Dame des Anges qu'il installe dans les ruines de l'abbaye de Puypéroux. Des bâtiments conventuels sont construits. D'importantes restaurations eurent lieu à partir de 1892.
En 1966, la congrégation des religieuses de Notre-Dame des Anges fut réunie à la congrégation de la Sainte Famille de Bordeaux.

## Architecture

### Les bâtiments monastiques
- Couvent
- Église
- Monastère

Les bâtiments conventuels et le cimetière des sœurs encadrent l’église.

### L’église abbatiale
Son église remonte au moins au milieu du XIe siècle, en raison des murs de sa nef en petit appareil ; la décoration des chapiteaux de cette partie, des chapiteaux du carré et de l'abside, font songer à la même époque du roman primitif; le transept, un peu postérieur, contient des sculptures très archaïques et d'une grande valeur archéologique; seule la façade a été remontée au XIIe siècle, vers l'an 1130. Elle possède une coupole octogonale et un chœur pentagonal qui en font l'originalité ; inscrite aux MH le 5 décembre 1984.

## Activité
L'abbaye est toujours l'objet de pèlerinages à Saint-Gilles, et aussi des camps de recueillements et séminaires.
L'abbaye est aujourd'hui une maison familiale rurale (école et internat du ministère de l'Agriculture).

## Galerie

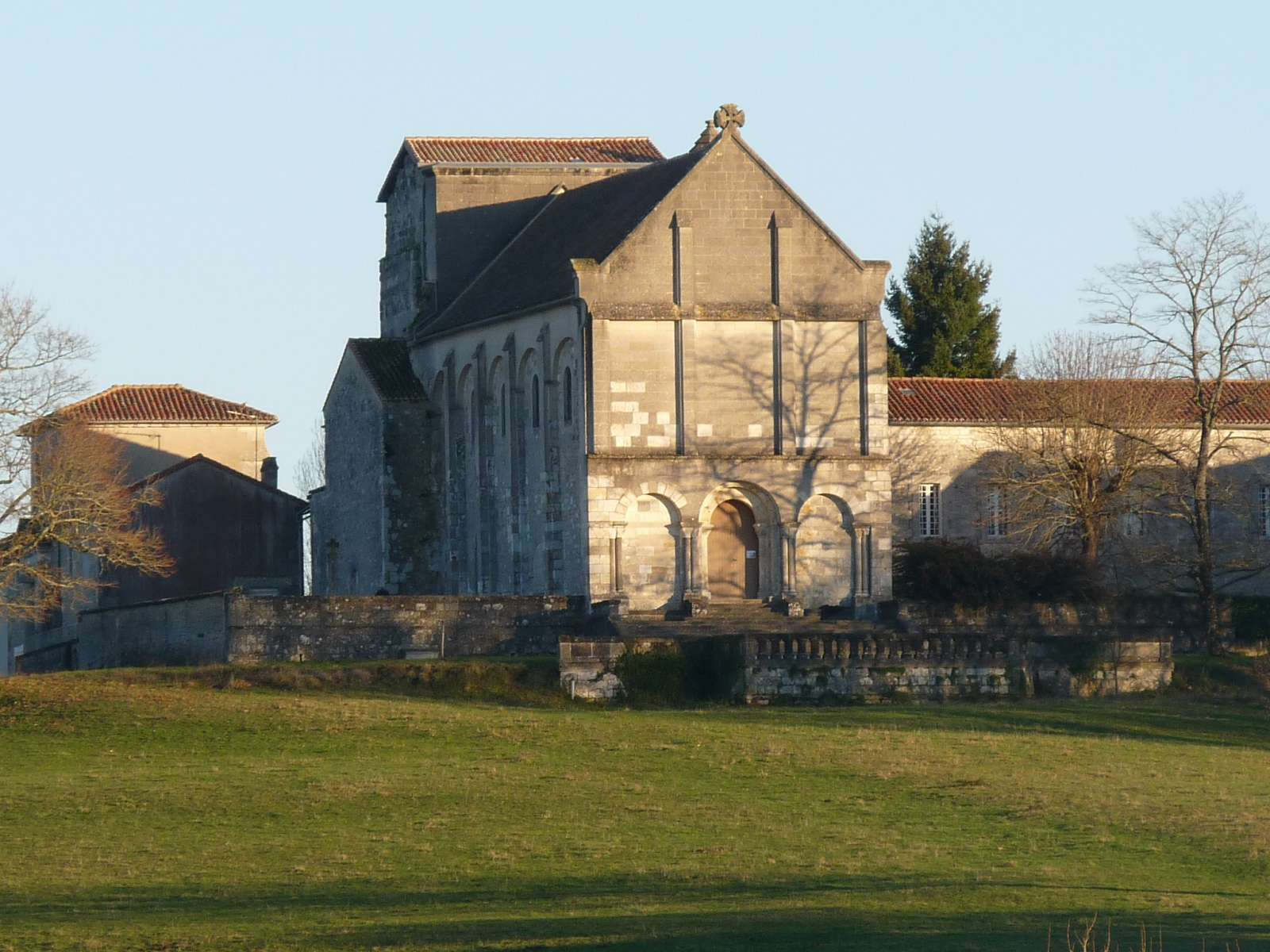
L'église vue de l'ouest.
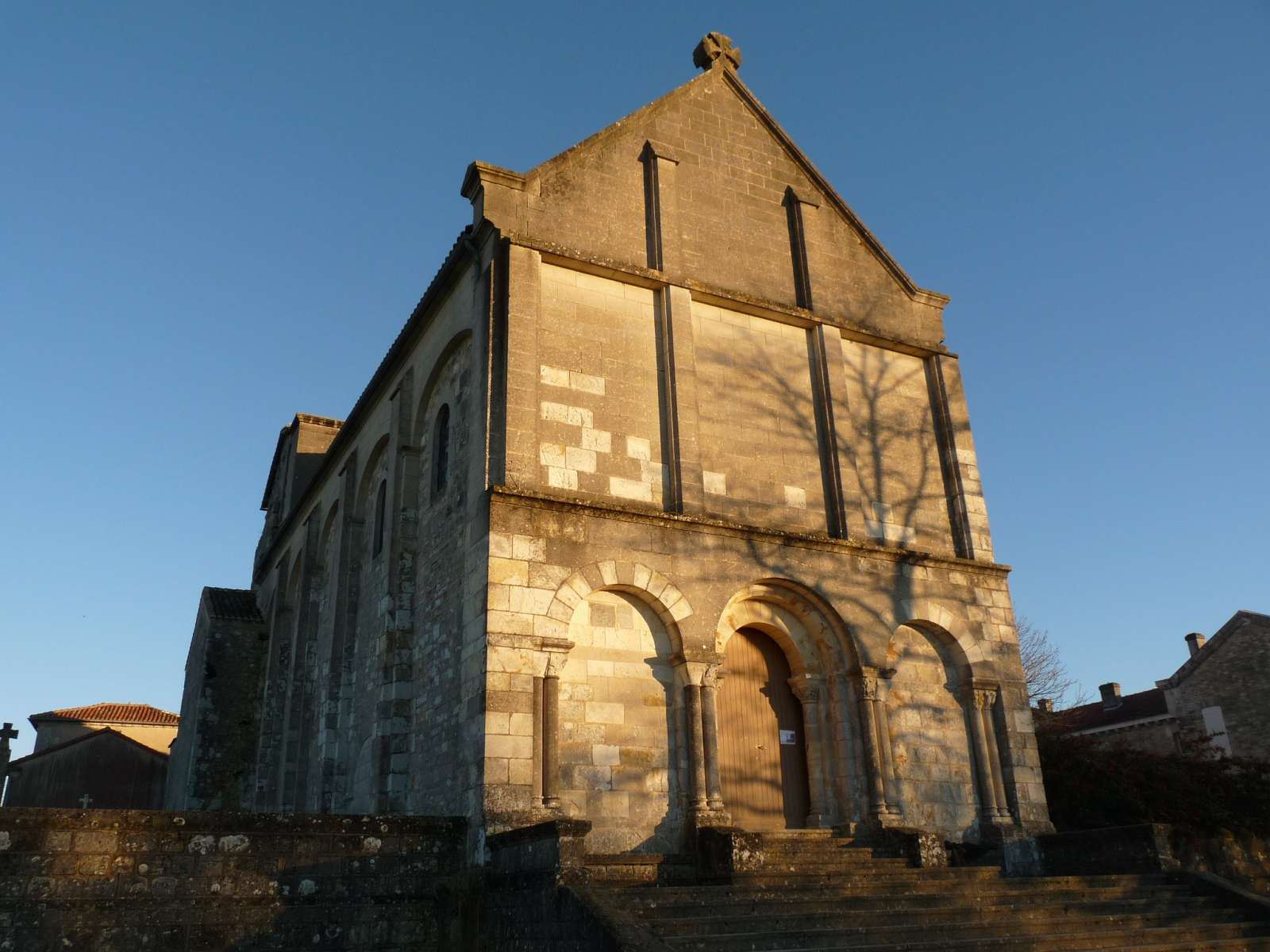
La façade.
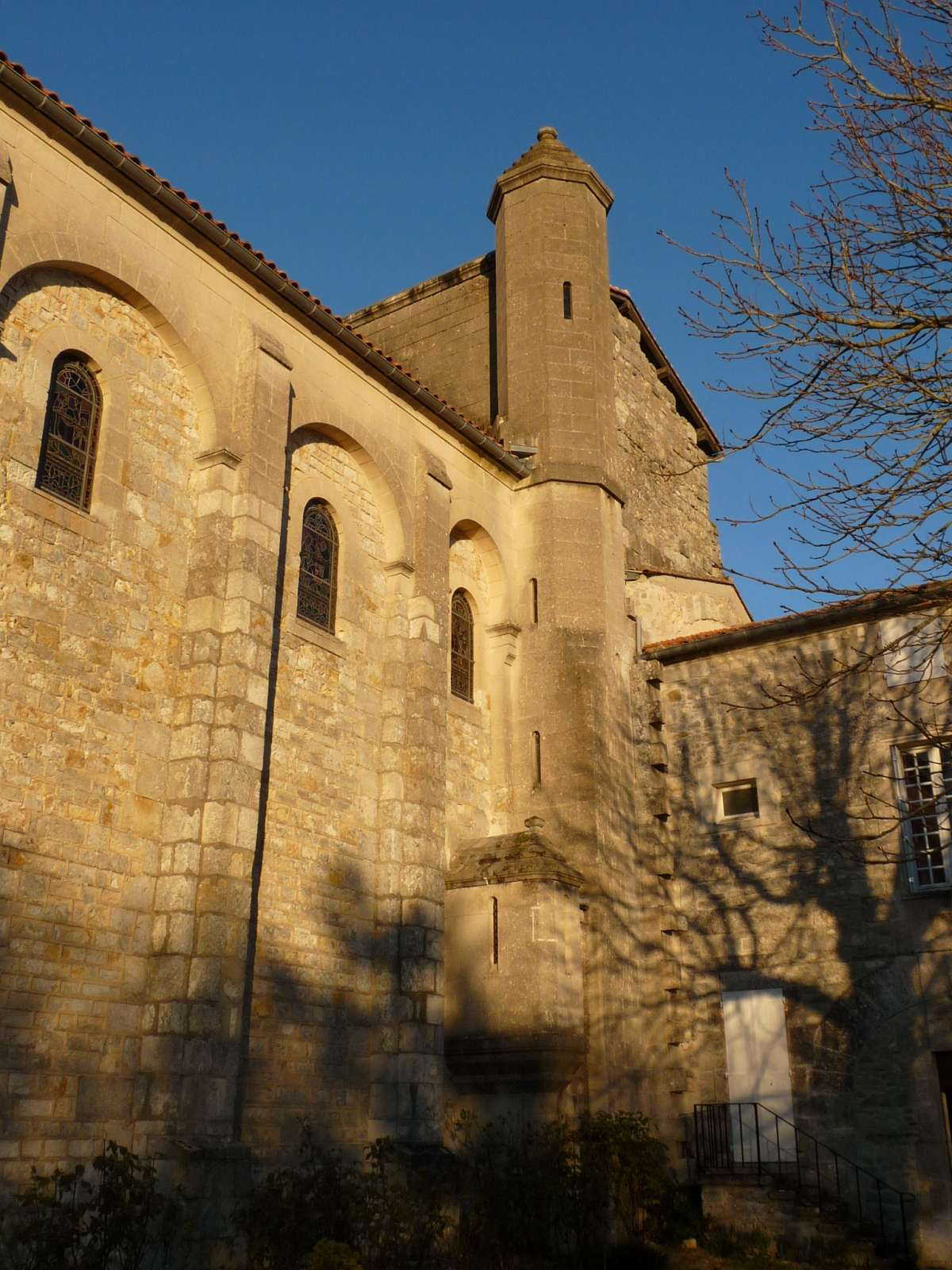
La tour de l'église.
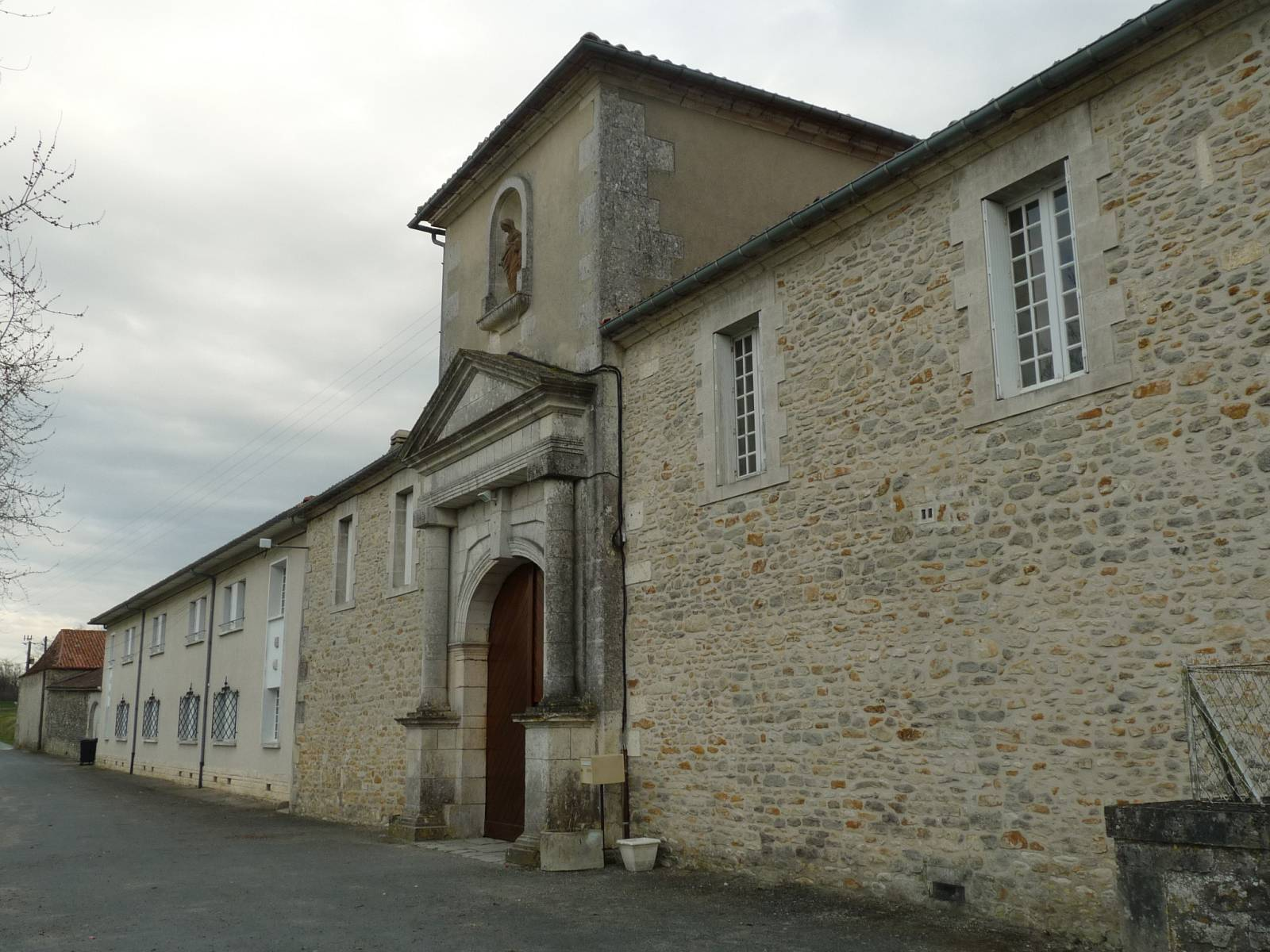
L'accueil et la maison familiale.
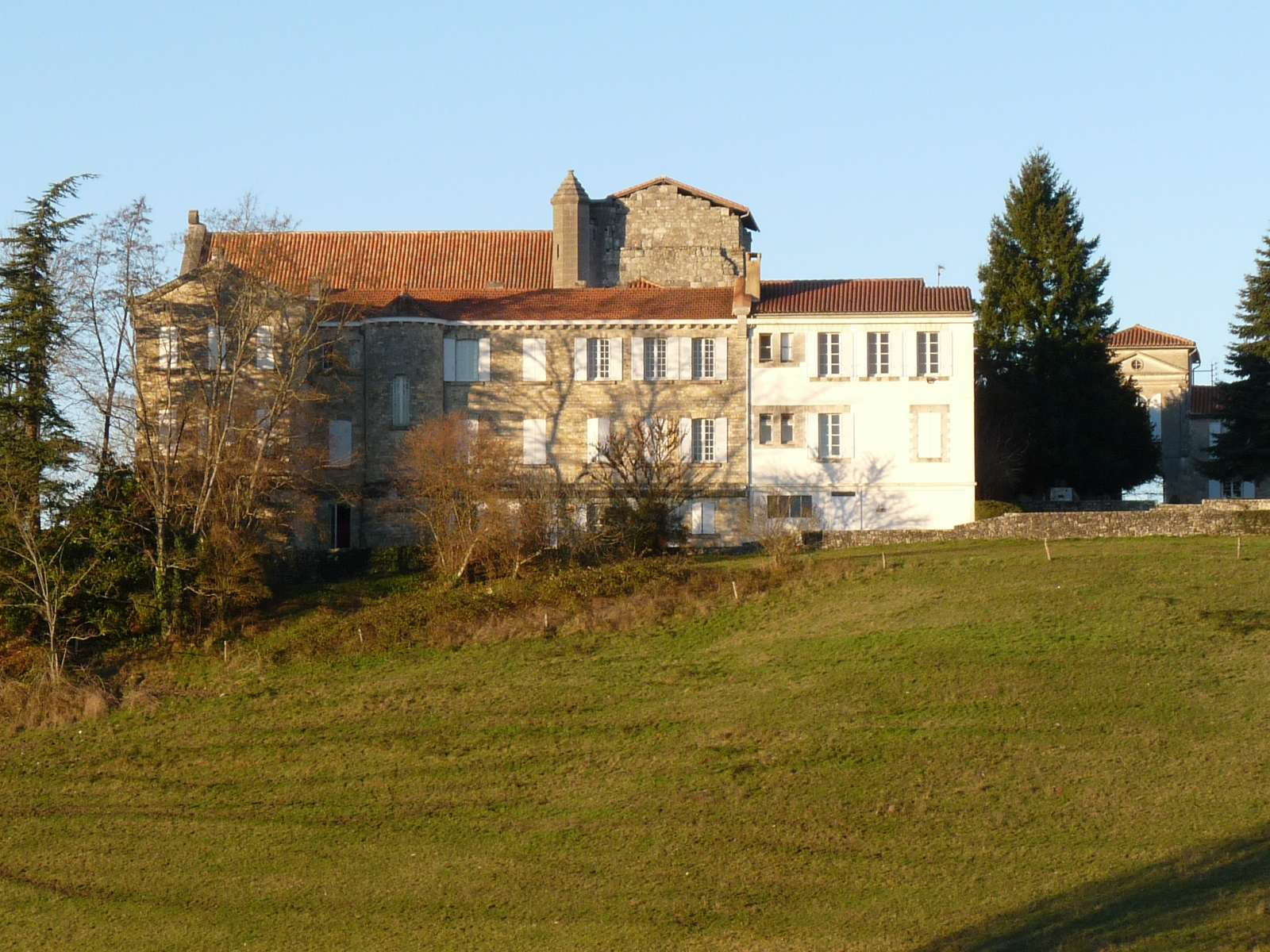
L'abbaye vue du sud.
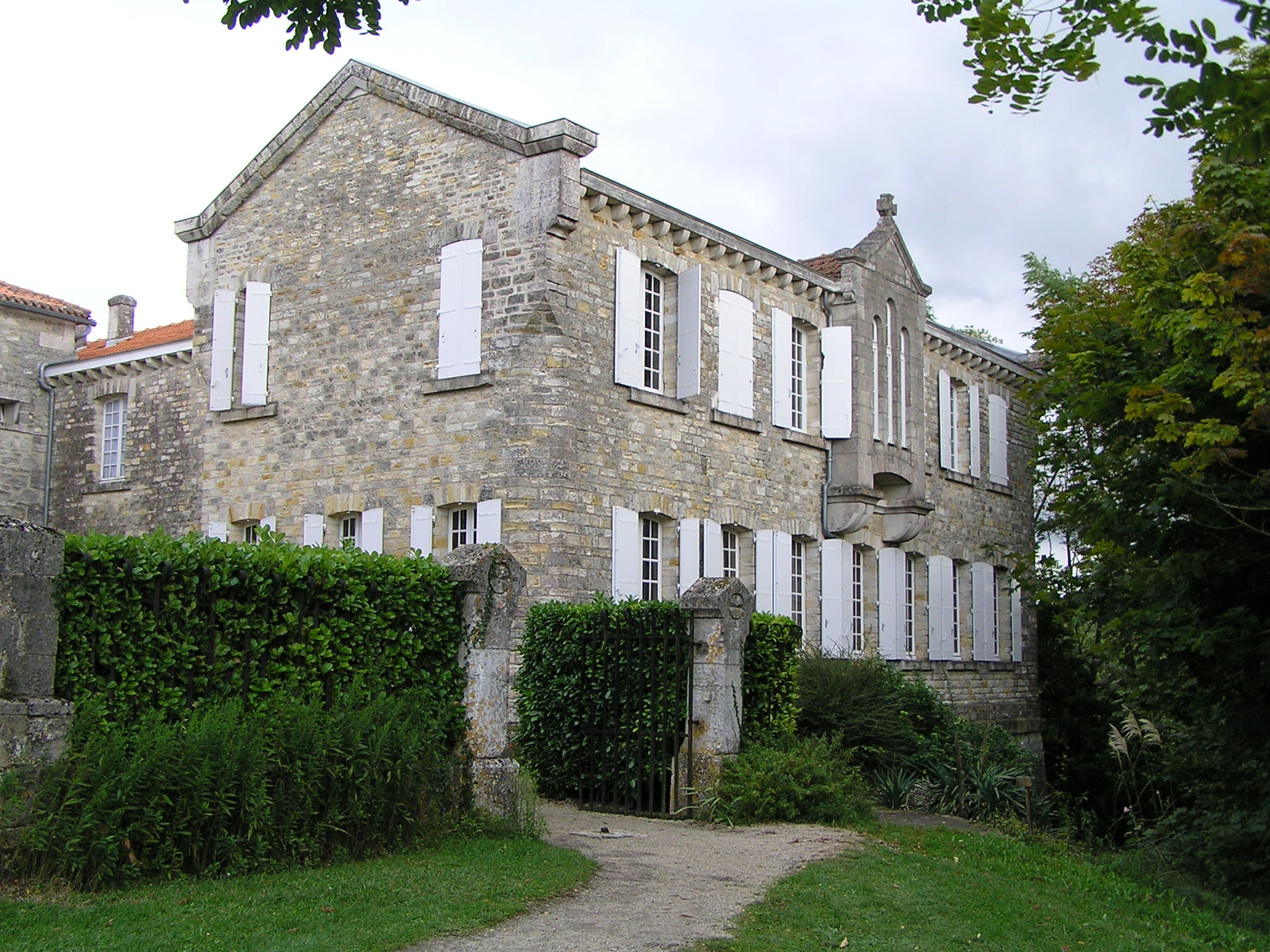
Le monastère.
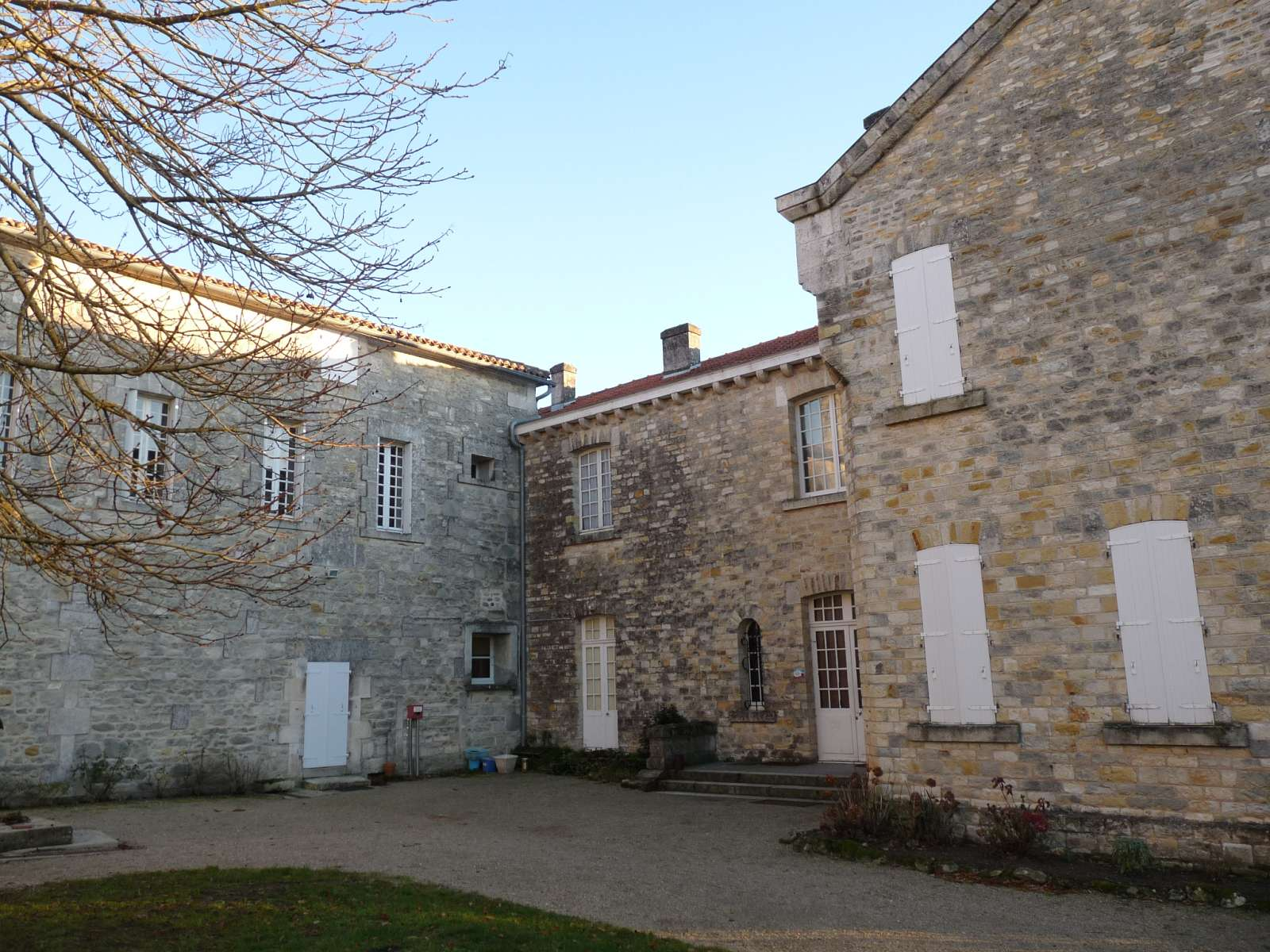
La cour occidentale.c